# Boja (materijal)
Boja ili farba je tanka čvrsta prevlaka nastala nakon bojenja, to jest nanošenja boja i lakova na drvenu, metalnu i drugu podlogu. Svojom čvrstoćom te hemijskom, a dodatkom biocida i biološkom otpornošću štiti podlogu od razornih uticaja okoline, a lepim izgledom i dodatnim vidljivim učincima ulepšava zaštićene predmete.
Boje koje se koriste u slikarstvu su na primer uljane boje i vodene boje.

## Boje i lakovi
Boje i lakovi je grupni naziv za tečne, pastozne ili praškaste smese materija, koje se u tankom sloju nanose na površinu metala, mineralnih podloga (beton, maltera i slično), drva, plastike i drugih materijala, gde fizičkim ili hemijskim promenama (sušenje) stvaraju tanak film (premaz). Osnovna im je namena zaštita podloge od štetnih uticaja okoline, a takođe svojim izgledom i bojom ulepšavaju predmete ili pak služe za njihovo označivanje. Posebne namene imaju grafičke i slikarske boje, lakovi za nokte i kosu i slično.
Osnovni su sastojci boja i lakova veziva, rastvarači, pigmenti, punila i dodaci. Lak je naziv za smešu bez pigmenata i punila, pa je njegov film proziran i bezbojan. Smeša koja sadrži i bele, crne ili obojene pigmente, što pak filmu daju neprozirnost i obojenost, a često sadrži i punila, naziva se bojom, a sjajna završna boja lak-bojom. Poluprozirna boja s malo pigmenata, koji drvenoj podlozi daju obojenost, ali njena struktura ostaje vidljivom, zove se glazura.
Veziva, kao najvažniji sastojci boja i lakova, sačinjavaju film koji povezuje sve sastojke međusobno i s podlogom. To su, uz izuzetak vodorastvornih silikata, organske materije, uglavnom polimeri (prirodne i sintetske smole), zatim sušiva ulja (firnis), voskovi, bitumeni, asfalti, derivati celuloze. Najvažnija su veziva poliesterske (uglavnom alkidne), vinilne, akrilne, epoksidne, poliuretanske, silikonske i druge sintetske smole (polimerni materijali). Rastvarači služe za rastvaranje veziva i postizanje prikladne viskoznosti za proizvodnju i primenu boja i lakova. Kako su to isparljive, zapaljive, po zdravlje i okolinu opasne tečnosti, danas se njihova upotreba nastoji izbeći (upotrebom praškastih boja za metale) ili bar ograničiti (upotrebom boja i lakova s velikim udelom suve materije, zabranom upotrebe najopasnijih vrsta). Najvažnija je ipak zamena vodom kao rastvaračem za vodotopljive smole, a pogotovo kao sredstvom u kojem su dispergirane fine čestice organskih polimera, koji imaju ulogu veziva za disperzijske boje.
Dobro prijanjanje i trajnost zaštite osigurava podloga očišćena od rđe, masnoće i drugih nečistoća, a metalne se podloge često i pripremaju (fosfatiranje, hromiranje, eloksiranje). Boje i lakovi nanose se na podlogu ličenjem (kistom, valjkom), štrcanjem (pomoću vazduha pod pritiskom, elektrostatički), uranjanjem (običnim ili uz elektroforezu) ili livenjem. Iz nanesenog tankog sloja najpre ispari rastvarač, što je za neke vrste boja i lakova (na primer nitro lak) dovoljno za stvaranje suvog filma (fizičko sušenje). U ostalim vrstama nastaje hemijsko sušenje, tokom kojeg vezivo hemijskom reakcijom prelazi u visokomolekularne prostorno umrežene strukture – čvrsti film. Najčešće su reakcije: polimerizacija (obično kiseonikom iz vazduha ili reakcijom dve vrste veziva) i polikondenzacija. Sve se češće umrežavanje polimera znatno ubrzava s pomoću ultraljubičastog ili infracrvenog zračenja ili bombardovanja elektronskim snopom.
Boje i lakovi razlikuju se prema vrsti i udelu veziva, prema prozirnosti, obojenosti, sjaju (sjajni, polusjajni i bez sjaja – zagasiti), prema posebnim učincima (metalizovani, fluorescentni), prema ulozi i redosledu nanošenja u sastavu zaštite (temeljni, međuslojni, pokrivni), prema zaštitnim svojstvima, podlozi na koju se nanose i tako dalje.

## Osnovni sastojci premaza
Osnovni sastojci premaza su: veziva, pigmenti, punila, rastvarači te dodaci kao što su inhibitori, razređivači, plastifikatori i očvršćivači. 

### Veziva
Veziva su neisparljivi deo premaznih sredstava, a odgovorna su za stvaranje koherentnog, neprekidnog sloja, koji potpuno prijanja uz podlogu. Značajno određuju mehanička i hemijska svojstva prevlake te povezuju sve druge komponente sastava u optimalni proizvod. Takođe, određuju principe i tehnike pripreme površine te nanošenja zaštitnog sastava. Kao veziva koriste se biljna sušiva i polusušiva ulja, celulozni derivati, hlor-kaučuk (lateks), asfalt, voskovi, gumene smese, silikoni, cement, emajl, metali i drugo.

### Pigmenti
Pigmenti su praškaste fino dispergovane neorganske ili organske materije s velikim indeksom loma koje, osim što premazu daju boju i neprozirnost, mogu povećati njegovu hemijsku i toplotnu postojanost te poboljšati mehanička svojstva.

### Punila
Punila su minerali koji se često dodaju vezivu umesto jednog dela pigmenata u cilju poboljšanja mehaničkih i toplotnih svojstava premaza te sniženja njegove cene. Punila, takođe, poboljšavaju hemijsku i korozijsku otpornost premaza te pojačavaju otpornost na abraziju i udarce i slično. 

### Rastvarači i razređivači
Rastvarači i razređivači rastvaraju veziva premaznih sredstava te smanjuju viskoznost premaza. Osim na viskoznost, rastvarač utiče i na tečljivost premaza, brzinu sušenja, svojstva nanošenja premaza te sjaj. Ukoliko je viskoznost premaza viša od one koja je prikladna za nanošenje premaza na podlogu, premazu se neposredno pre nanošenja dodaju razređivači. Razređivači su smese različitih rastvarača i organskih tečnosti pomoću kojih se podešava željena viskoznost premaza. Nije redak slučaj da se jedno jedinjenje u nekim slučajevima primenjuje kao rastvarač, a u drugim kao razređivač. Osim osnovne primene, rastvarači se koriste za skidanje starih premaza. 

### Dodaci
Dodaci su materije koje se dodaju premazima u cilju poboljšanja nekih njihovih svojstava. To su razni omekšivači (homogenizuju film premaza), sikativi (ubrzavaju sušenje veziva), sredstva za sprečavanje taloženja (sedimentiranja) te sredstva za kvašenje.

## Podela premaza
Razvrstavanje premaza može se sprovesti prema različitim faktorima: broju delova, načinu sušenja, trajnosti, generičkim tipovima itd. Organska premazna sredstva mogu se razvrstati na nekoliko načina, ali ni jedan od njih ne daje potpuno određenje dotičnog sredstva. Uobičajeni načini razvrstavanja premaznih sredstava su: 
- prema sastavu, pri čemu se podela obično temelji na vrsti veziva, ali ponekad i na vrsti pigmenta ili razređivača/rastvarača,
- prema osnovnoj nameni (sredstva za zaštitu od korozije, od mehaničkog oštećivanja, biološkog obraštaja, požara, za dekoraciju, za električnu izolaciju itd.),
- prema izgledu (bezbojne i obojene, mutne i sjajne, prozirne i neprozirne),
- prema podlogama na koje se nanose (crni i obojeni metali, građevinski materijali, drvo itd.),
- prema broju komponenata koje se mešaju pre nanošenja, pa mogu biti jednokomponentni (1K), dvokomponentni (2K) ili višekomponentni.
- prema ulozi u premaznom sastavu (temeljna, međuslojna i pokrivna premazna sredstva, kitovi itd.),
- prema načinu očvršćivanja (sušenja), mogu se podeliti na konvertibilne i nekonvertibilne. Konvertibilni premazi su oni koji očvršćuju oksidacijom ili polimerizacijom. Oba načina su nepovratna budući da je nastali sloj mrežaste strukture i nerastvoran u originalnom rastvaraču. Nekonvertibilni premazi su premazi koji se suše isparavanjem rastvarača i koji nakon nanošenja ne prolaze kroz neke značajnije hemijske promene.
- prema normi ISO 12944-5, zavisno od trajnosti zaštite, premazi mogu biti: kratkotrajni - do 5 godina, srednje trajni - 5 do 10 godina, dugotrajni - 10 do 20 godina.

Međusobna kompatibilnost pojedinih vrsta premaza značajna je pri odabiru sastava premaza koji se sastoji od više slojeva ili kod zaštite prethodno zaštićenih površina s kojih nije u potpunosti uklonjen stari zaštitni sloj. Tablica kompatibilnosti premaza navedena je u švajcarskoj normi SN 555 011. Uspostavljanje sastava za zaštitu od korozije premazima uključuje izradu projektne dokumentacije, pripremu površine, nanošenje premaza i kontrolu kvaliteta tog sastava zaštite. Projektna dokumentacija određuje tip premaznog sredstva, način pripreme površine, metodu nanošenja premaza, postupke kontrole provedenih radova, načine otklanjanja uočenih nedostataka, mere zaštite okoline i zdravlja, potvrde o svojstvima i kvalitetu korištenih materijala od strane proizvođača i nezavisnih institucija te način održavanja sastava zaštite od korozije. 

## Priprema metalne površine za nanošenje premaza
Da bi se postiglo što čvršće prijanjanje premaza neophodno je sprovesti dobru pripremu površine konstrukcije. Nanošenje boje na nepripremljenu ili loše pripremljenu površinu rezultira nekvalitetnom prevlakom. Priprema podloge obuhvata čišćenje i kondicioniranje, jer površina koja se štiti mora biti čista i tačno određene hrapavosti kako bi se uspostavila dobra prionjivost premaza. Zbog toga je na početku potrebno sprovesti vizualno ocenjivanje stanja površine. Čišćenjem se s podloge uklanjaju onečišćenja kao što su masnoće, korozijski produkti, oštećene prevlake, prašina, čađ, pepeo itd. Kondicioniranjem se postiže tražena hrapavost, tj. glatkoća površine. Za dobro provođenje predobrade površine potrebno je više operacija, a obično su to operacije odmašćivanja te mehaničke i hemijske pripreme podloge. 

### Odmašćivanje
Odmašćivanjem se odstranjuju mineralne i biološke masne materije, to jest teški ugljovodonici iz nafte, odnosno trigliceridi masnih kiselina iz biljaka, životinja ili ljudi. Te materije potiču od sredstava za podmazivanje i hlađenje pri mehaničkom oblikovanju predmeta, od masnih prevlaka za privremenu zaštitu (za konzerviranje) ili od ljudskog uticaja. Postupak odmašćivanja može se sprovesti rastvaranjem masnoća s isparljivim organskim rastvaračima koji se naknadno otpare sa odmašćenih površina. Takođe su prikladni i razređivači organskih premaznih sredstava, to jest smese isparljivih organskih tečnosti, najčešće ugljovodonika, estara, ketona i alkohola. 
Postupak se može sprovesti trljanjem natopljenom tkaninom, uranjanjem predmeta u rastvarač, a može se primeniti i odmašćivanje prskanjem te takozvano parno i ultrazvučno odmašćivanje. Parno odmašćivanje sastoji se u izlaganju hladnih predmeta pari rastvarača koji ključa u donjem delu uređaja. Para se na metalnoj površini kondenzuje i kondenzat rastvara masne materije. Takođe se za odmašćivanje mogu koristiti i bazni rastvori koji se pripremaju iz natrijumovog ili kalijumovog hidroksida, karbonata, silikata, borata ili fosfata. Postupak se sprovodi na temperaturama između 50 °C i 100 °C, uranjanjem uz mešanje ili prskanjem. Kako je -vrednost takvih rastvora veća od 11, one su agresivne prema amfoternim metalima (Al, Pb, Sn, Zn) pa prilikom korištenja ove metode treba biti oprezan. Masne naslage mogu se ukloniti i pomoću deterdženata i sapuna. Potpunost odmašćivanja ispituje se pri ispiranju pomoću takozvanog vodenog testa. Ukoliko na metalnoj površini nastane jednolični vodeni film koji se zadržava barem 30 sekundi, površina je odgovarajuće odmašćena. U suprotnom, ako se voda povlači s dela površine uz nastajanje suvih „ostrva” ili ako se skuplja u kapljice, površina je još uvek masna. 
Za pripremu čeličnih površina nakon odmašćivanja, a pre nanošenja zaštitnih premaza, primenjuju se različite metode: 
- mehaničko čišćenje (mašinska i ručna obrada),
- hemijsko čišćenje
- toplotno ili termičko čišćenje.

### Mehaničko čišćenje
Mehaničkom pripremom površine uklanjaju se korozijski produkti i druga nemasna onečišćenja, a postiže se i određeni oblik te stupanj hrapavosti površine. Čišćenje čeličnih površina mlazom abraziva (peskarenje) je najdelotvorniji metod, nakon koje se dobija optimalno pripremljena površina za nanošenje zaštitnih premaza. Uglavnom se koriste dve glavne grupe abraziva: metalni abrazivi i mineralni abrazivi. Kao mineralni abraziv koristi se kvarcni pesak, a kao metalni čestice livenog gvožđa i čelika različitog oblika, koji se još nazivaju i sačma. U novije vreme sve se više koristi metoda čišćenja mlazom mokrog abraziva, to jest kombinacijom suvog abraziva i vode. Ovim postupkom se izbegava štetan uticaj prašine na zdravlje rukovatelja, smanjuje se potrošnja abraziva i uklanjaju čestice topljive u vodi. U vodu se dodaju inhibitori za sprečavanje korozije nakon čišćenja. Inhibitori moraju biti kompatibilni sa temeljnim premazom koji se nanosi na očišćenu površinu. Vrsta, oblik i veličina abraziva opisani su u međunarodnim normama ISO 11124 – ISO 11127. 
Često se za obradu površine koriste i rotacijski alati, kojima se obavlja brušenje i poliranje površine. Sve glađa površina postiže se stupnjevitom obradom sa sve finijim zrncima abraziva. Ukoliko je potrebno, obrada se nastavlja poliranjem površine, pri čemu se primenjuju finija zrnca s većim poluprečnikom zakrivljenosti na bridovima, ili rotacijski kolutovi s pastama za poliranje. Kod ručnog skidanja rđe primenjuju se različite čelične četke, strugala, čekić za skidanje rđe, pištolj s iglom i slično. Ovakav način skidanja rđe zbog velike količine potrebnog rada je neekonomičan za čišćenje velikih površina, a takođe ne daje visok stupanj čistoće, pa se primenjuje samo lokalno te u slučaju malih korozijskih opterećenja.

### Hemijsko čišćenje
Hemijsko čišćenje i uklanjanje rđe s metalne površine provodi se uranjanjem predmeta u razređenu sulfatnu ili hlorovodoničnu kiselinu uz dodatak inhibitora radi sprečavanja nagrizanja slobodne metalne površine. Postupak je poznat pod nazivom kiselo dekapiranje (nagrizanje). Ponekad se umesto kiselog dekapiranja provodi lužnato dekapiranje, uranjanjem u vruć 10-20% rastvor  uz dodatak oksidansa, reducensa ili liganada koji daju rastvorne komplekse. Za dekapiranje mogu poslužiti i paste (kaše) koje se pripremaju od nerastvornih praškova (na primer gline, infuzorijske zemlje i slično) ili od želatinoznih materija, to jest od materija koje rastvaraju korozijske produkte. Nanose se pomoću četki i nakon određenog vremena ispiraju vodom uz eventualno četkanje.

### Toplotno ili termičko čišćenje
Toplotno ili termičko čišćenje sprovodi se oksiacetilenskim plamenom, pri čemu, zbog različitog toplotnog koeficijenta rastezanja metala i oksida slabi njihova međusobna veza, pa se nastali korozioni produkti mogu lako ukloniti naknadnim mehaničkim čišćenjem. Ova se metoda često koristi za uklanjanje starih zaštitnih prevlaka i premaza. Nakon čišćenja potrebno je ustanoviti da li je postignuta odgovarajuća čistoća površine. Kontrola se najčešće sprovodi uspoređivanjem površine sa referentnim fotografijama.

### Stupanj očišćenosti površine
Najpoznatiji način utvrđivanja stupnja očišćenosti površine je prema standardu ISO – SIS 8501–1. Ova ISO norma takođe sadrži niz fotografija čeličnih površina očišćenih i s plamenom.
Tablica: Priprema površine prema ISO 8501-1
| Oznaka  | Naziv (pojam)                                              | Opis |
| ------- | ---------------------------------------------------------- | --- |
|         |                                                            | Priprema površine mlazom abraziva |
| Sa 2    | Temeljito čišćenje mlazom                                  | Površina mora biti (gledano bez povećala) čista, bez vidljivih tragova ulja, masti i prljavštine te gotovo potpuno bez rđe, premaza i stranih nečistoća. Svi preostali ostaci moraju čvrsto prijanjati. Vidi usporedne uzorke: B Sa 2, C Sa 2 i D Sa 2 u ISO 8501-1.                                             |
| Sa 21/2 | Vrlo temeljito čišćenje mlazom                             | Površina mora biti (gledano bez povećala) čista, bez vidljivih tragova ulja, masti i prljavštine te skoro potpuno bez rđe, premaza i stranih nečistoća tako da možda preostali tragovi mogu izgledati kao blage mrlje ili sene. Vidi usporedne uzorke: A Sa 21/2, B Sa 21/2, C Sa 21/2 i D Sa 21/2 u ISO 8501-1. |
| Sa 3    | Čišćenje mlazom, do odstranjivanja svih nečistoća s čelika | Površina mora biti (gledano bez povećala) čista, bez vidljivih tragova ulja, masti i prljavštine te potpuno bez okujine, rđe, premaza i stranih nečistoća. Površina mora biti jednoličnog metalnog izgleda. Vidi sporedne uzorke: A Sa 3, B Sa 3, C Sa 3 i D Sa 3 u ISO 8501-1.                                  |
|         |                                                            | Priprema površine ručnim skidanjem rđe |
| St 3    | Ručno uklanjanje rđe                                       | Površina mora biti (gledano bez povećala) čista od vidljivih tragova ulja, masti i prljavštine, te bez rđe, premaza i stranih onečišćenja, tako da pokazuje slabi metalni sjaj. Vidi uporedne uzorke: B St 3, C St 3 i D St 3 u ISO 8501-1.                                                                      |

## Nanošenje premaza
Premazna sredstva treba ispravno skladištiti na temperaturi od 0 °C do 30 °C. Prvi temeljni premaz potrebno je naneti odmah nakon pripreme površine, po mogućnosti još istog dana kad je priprema sprovedena. Nanošenje premaznih sredstava na podloge redovno se obavlja višeslojno uz potpuno ili delomično sušenje prethodnog sloja, a ponekad i uz njegovu mehaničku obradu. Potrebno je pridržavati se minimalnih i maksimalnih vremena međusušenja da ne bi došlo do zadržavanja rastvarača, odvajanja slojeva, smanjenja postojanosti i sličnih pojava. Veziva slojeva koji se dodiruju moraju biti istovrsna ili kompatibilna to jest međusobno podnošljiva, a takođe je nužna i kompatibilnost između podloge i temeljnog premaza. Premazna sredstva se nanose četkama (kistovima), lopaticama i valjcima te prskanjem, uranjanjem i elektroforezom. 
Pre nanošenja premaza potrebno je upoznati se s premaznim sredstvom koje će se nanositi. To znači dobro proučiti sva uputstva i upozorenja koja se nalaze na poleđini pakovanja premaza. Osnovna svojstva koja se obično navode u uputama proizvođača su: vrsta polimerne osnove, vrsta pigmenta, zapreminski ili maseni udeo čvrstih čestica, gustina u isporučenom stanju, viskozitet, pokrovna moć, tipična debljina mokrog i suvog sloja, količina isparljive komponente, brzina sušenja, boja, stupanj sjaja, trajnost, uslovi skladištenja i drugo. Često se u tim uputstvima navodi i svojstvo tiksotropnosti. To je reološko svojstvo ili svojstvo tečenja premaza. Kod tiksotropnih premaza se prilikom mešanja značajno snizuje viskoznost, koja po prestanku mešanja eksponencijalno raste. Zbog toga se menja i ponašanje premaza prilikom nanošenja na vertikalnu površinu. Prednosti tiksotropnih premaza su sledeće: nema gubitaka materijala usled kapanja, bolje je prijanjanje, postoji mogućnost uzimanja veće količine boje na četku, nanošenje debljih slojeva bez curenja te postizanje istog stupnja zaštite s manjim brojem slojeva u kraćem vremenu i s manjim troškovima.
Pre samog nanošenja premazno sredstvo je potrebno dobro promešati. Ukoliko se radi o jednokomponentnim premazima, oni se isporučuju već spremni za nanošenje kistom, valjkom ili raspršivačem. Ako se radi o dvokomponentnom premazu, potrebno je pomešati komponente u odgovarajućem odnosu. Poželjno je da mešavina odstoji desetak minuta pre upotrebe. Nanošenje četkom mora biti sprovedeno na pravilan način kako bi sloj premaza bio što ravnomerniji i što jednoličnije debljine. Prilikom nanošenja premaza četku je potrebno držati pod pravim uglom prema površini koja se zaštićuje. Boja se nanosi vodoravnim pokretima četke na manju površinu, a zatim ponovo vertikalno. Na ovaj način moguće je izbeći curenje boje. Sva osetljiva mjesta mogu se posebno premazati pre nanošenja boje na ostale delove, kako bi se što bolje zaštitila. Nakon nanošenja primarnog sloja premaza pristupa se određivanju debljine tog mokrog sloja. 
Nanošenje valjkom sprovodi se na većim površinama konstrukcije. Ukoliko se koristi neka od tehnika prskanjem (prskanje komprimovanim vazduhom, bezvazdušno prskanje ili termoprskanje) potrebno je voditi računa o zaštiti okoline. Kontrola za vreme i nakon postupka nanošenja uključuje vizualni pregled površine na koju je nanesen premaz, merenje debljine mokrog sloja, merenje debljine suvog sloja, ispitivanje prionjivosti i poroznosti premaza. Sva zapažanja, izmerene vrednosti te uslovi na mestu izvođenja radova moraju biti dokumentovani zbog čega je potrebno voditi kontrolne liste.

## Literatura
- Bently, J.; Turner, G.P.A. (1997). Introduction to Paint Chemistry and Principles of Paint Technology. Unk. ISBN 978-0-412-72320-9.
- Talbert, Rodger (2007). Paint Technology Handbook. Grand Rapids, Michigan, USA. ISBN 978-1-57444-703-3.
- Woodbridge, Paul R., ур. (1991). Principles of Paint Formulation. Unk. ISBN 978-0-412-02951-6.